# Helen Bonny
Helen Lindquist Bonny (1921 - 25 de maio de 2010) foi uma musicoterapeuta que desenvolveu "Guided Imagery and Music", conhecido como "GIM".

## Carreira
O musicoterapeuta Kenneth Bruscia usa a seguinte definição para descrever o modelo GIM:
"(GIM) refere-se a todas as formas de imagética musical num estado alterado de consciência, incluindo não apenas as formas específicas individuais e de grupo que Bonny desenvolveu, mas também todas as variações e modificações criadas pelos seus seguidores."
Helen Bonny estudou com E. Thayer Gaston na Universidade do Kansas no início dos anos 1960, onde recebeu seu diploma em educação musical, com especialização em musicoterapia. Ela continuou para mestrado em educação musical com ênfase na investigação.  Depois de concluir o seu PhD no final dos anos 1960, ela começou a pesquisar os efeitos da música na imagética. Em 1973, escreveu um livro co-escrito com Louis Savary intitulado "Music and Your Mind: Listening with a New Consciousness" 
Helen Bonny citou como suas principais influências na psicologia humanista e transpessoal, Carl Rogers, Abraham Maslow e também foi profundamente influenciada pelo trabalho de Carl Jung . 
O neto de Helen Bonny, Miles Bonny, é um músico ativo em Kansas City, Missouri.